# مقبرة بورتوريكو الوطنية
مقبرة بورتوريكو الوطنية هي مقبرة وطنية لـ الولايات المتحدة تقع في مدينة بايامون، في كومنولث بورتوريكو. هي تغطي مساحة 108.2 فدان (43.8 هكتار) من الأراضي، وفي نهاية عام 2005 كان بها 44.722 قبرًا. حتى عام 2021 كانت المقبرة الوطنية الوحيدة للولايات المتحدة في بورتوريكو. تم بناء مقبرة وطنية ثانية للولايات المتحدة في موروفيس، بورتوريكو لأن المقبرة في بايامون وصلت إلى طاقتها الاستيعابية.

## التاريخ
كانت الأرض التي تقع فيها المقبرة تحت الولاية القضائية للبحرية الأمريكية منذ عام 1898، عندما تنازلت إسبانيا عن بورتوريكو للولايات المتحدة نتيجة للمعاهدات الموقعة التي أنهت الحرب الإسبانية الأمريكية رسميًا. تم استخدام المنطقة كميدان لإطلاق النار من مدفع رشاش خلال الحرب العالمية الثانية.
قررت حكومة الولايات المتحدة أن الموقع الذي يقع في بيامون وعلى بعد حوالي 13 ميلاً من سان خوان سيكون مناسبًا لبناء مقبرة جديدة. تم نقل الأرض إلى إدارة وزارة الجيش الأمريكية وتم التعاقد مع شركة فونت ومونتيلا الخاصة لبناء المقبرة.
تم تكريس المقبرة في يوم المحاربين القدامى في عام 1949، في احتفال حضره لويس مونيوز مارين حاكم بورتوريكو، واللواء هيرمان فيلدمان قائد الإمداد بالجيش الأمريكي. أصبحت المقبرة مزارًا لقدامى المحاربين البورتوريكيين الذين خدموا في جيش الولايات المتحدة وأولئك الذين لقوا حتفهم أثناء الخدمة الفعلية. في عام 1962 تم نقل رفات أولئك الذين دفنوا في جميع المقابر العسكرية الخمس الأخرى في الجزيرة.
تم إدراج مقبرة بورتوريكو الوطنية في السجل الوطني للأماكن التاريخية في 26 سبتمبر 1983.

## مقبرة موروفيس الوطنية
تم بناء مقبرة موروفيس الوطنية وهي مقبرة وطنية ثانية للولايات المتحدة في موروفيس ضمن قطعة أرض مساحتها 247.5 فدانًا يمكن الوصول إليها من الطريق السريع 137 في كيلومتر 11.2. تم بناؤها لتحل محل مقبرة بورتوريكو الوطنية الموجودة في بايامون، والتي بلغت طاقتها الاستيعابية. كان البناء جاريًا في عام 2019 ومن المقرر أن تبدأ عمليات الدفن في عام 2021.